# 畸腿半鞘天牛
畸腿半鞘天牛（学名：Merionoeda splendida），天牛科半鞘天牛属的一种，分布于中国浙江、广西等地。模式产地为广西桂林市花坪省级自然保护区天平山。
本种2023年被收录入中国《有重要生态、科学、社会价值的陆生野生动物名录》。

## 形态特征
体型较小，体长10～14毫米。雄虫身体大部分为黑色，而雌虫大部分为赤褐色。